# VI Всеукраїнська конференція КП(б)У
VI Всеукраїнська конференція КП(б)У — конференція Комуністичної партії (більшовиків) України, що відбулася 9–13 грудня 1921 року в Харкові.
На конференції було 339 делегатів з ухвальним і 92 — з дорадчим голосом, які представляли 68 092 комуністів.

## Порядок денний конференції
1. Доповідь ЦК КП(б)У.
2. Доповідь ЦКК КП(б)У.
3. Доповідь Центральної комісії по чистці партії.
4. Доповідь ЦК КСМУ.
5. Промисловість в умовах нової економічної політики.
6. Робота в профспілках.
7. Про кооперацію.
8. Голод і посівна кампанія.
9. Продподаткова кампанія.
10. Завдання Червоної Армії на мирному становищі.
11. Питання партбудівництва.
12. Вибори керівних органів КП(б)У.

## Керівні органи партії
Обрано Центральний Комітет у складі 21 члена та 5 кандидатів у члени ЦК, Центральну Контрольну комісію в складі 5 членів та 2 кандидатів.

## Члени ЦК КП(б)У
- Аверін Василь Кузьмич
- Гольцман Абрам Зиновійович
- Затонський Володимир Петрович
- Іванов Андрій Васильович
- Квірінг Емануїл Йонович
- Кін Павло Андрійович
- Клименко Іван Євдокимович
- Кон Фелікс Якович
- Косіор Станіслав Вікентійович
- Кузнецов Степан Матвійович
- Лебідь Дмитро Захарович
- Мануїльський Дмитро Захарович
- Петровський Григорій Іванович
- Поляков Василь Васильович
- П'ятаков Юрій Леонідович
- Раковський Христіан Георгійович
- Рухимович Мойсей Львович
- Скрипник Микола Олексійович
- Угаров Федір Якович
- Фрунзе Михайло Васильович
- Чубар Влас Якович

## Кандидати в члени ЦК КП(б)У
- Владимиров Мирон Костянтинович
- Ніколаєнко Іван Гнатович
- Пахомов Микола Іванович
- Симонов Тимофій Васильович
- Харечко Тарас Іванович

## Члени Центральної Контрольної комісії КП(б)У
- Грязєв Іван Якович
- Завіцький Герман Михайлович
- Затон Федір Леонідович
- Покко Сильвестр Іванович
- Щеглов Костянтин Пахомович

## Кандидати в члени Центральної Контрольної комісії КП(б)У
- Єрмощенко Веніамін Йосипович
- Медведєв Олексій Васильович